# Joaquim Budesca Català

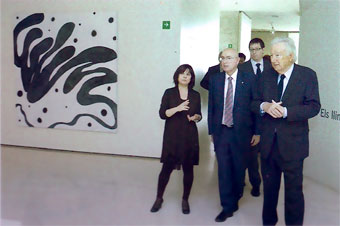
Inauguració de Can Framis, amb Antoni Vila Casas, i el Conseller de Cultura, Joan Manuel Tresserras. Quadre de J. Budesca de fons.

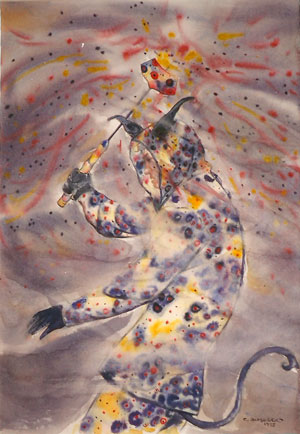
Diables de Vilanova i la Geltrú. Joaquim Budesca

Joaquim Budesca Català   (Vilanova i la Geltrú, 8 de novembre de 1930) és un il·lustrador (1953-1970), pintor i dissenyador català. De formació autodidacta, s'inicia dins l'art com a dibuixant de còmics. El 1970 presenta la seva primera exposició individual de pintura.

## Orígens
Joaquim Budesca i Català nasqué el 8 de novembre del 1930 al n 8 del carrer de les Barques de Vilanova i la Geltrú. Acabada la Guerra Civil Espanyola la família se n'anà a viure a la Pobla de Cérvoles, d'on era la mare.
Budesca es va enamorar del paisatge agrest i sec de la Pobla de Cérvoles, que fou la primera inspiració, el seu primer contacte amb allò que ell tant estima: el paisatge nu, obert, lluminós, lliure i sense edificis o artificis que li fan tanta nosa. No fa estrany, doncs, que molts anys després Budesca trobés a l'espai mediterrani del Garraf l'escenari més preat com a inspiració i estímul per a crear. La similitud entre ambdós paisatges no és pas és poca, ni casual.

## Inicis i evolució artística
A l'acadèmia Pruna (Barcelona) rebé indicacions sobre la tècnica del dibuix del professor Pau Pruna.
L'aprenentatge més important de Joaquim Budesca a Barcelona el rebé, però, a l'estudi d'Emilio Giralt i Ferrando, més conegut a l'ofici per Ferrando, on es treballava en equip i s'hi feien feines per a editorials diverses i per a diversos guionistes.
A la dècada de 1950 deixà l'estudi de Ferrando per emprendre un projecte més ambiciós al costat de Josep Toutain, un nom amb molt de renom dins el món del còmic. Toutain havia començat la com a dibuixant i guionista, però llavors començava a destacar com a promotor pel fet que va aconseguir publicar amb èxit, en mercats com França, Anglaterra, Alemanya o els Estats Units, el treball d'un bon grapat d'autors catalans. Budesca feia part d'aquest grup i hi treballà de forma discreta i sense cridar l'atenció, però amb la constància que el caracteritza, en la il·lustració d'històries bèl·liques, adaptacions i portades de caràcter romàntic o rosa. La majoria d'aquests productes editorials foren publicats a l'estranger —per bé que hi ha estudis on s'afirma que part d'aquesta obra també va veure la llum a l'Estat Espanyol a través d'Ediciones Toray i d'altres.
També va col·laborar com a il·lustrador de notícies i com a creador de tires de caràcter històric a periòdics com La Prensa o Solidaridad Nacional. Aquesta experiència, que durà poc, li va obrir altres portes com les d'Ediciones Galaor, editorial especialitzada en històries de caràcter històric i cultural.
Els anys 1970 apareix en públic el Budesca pintor que, sense deixar mai l'aquarel·la, havia començat a practicar la tècnica de l'oli. Durant un temps les seves creacions permetien de pensar, tal com diu el mateix pintor, que hi havia dos Budesques: l'aquarel·lista i el pintor a l'oli.

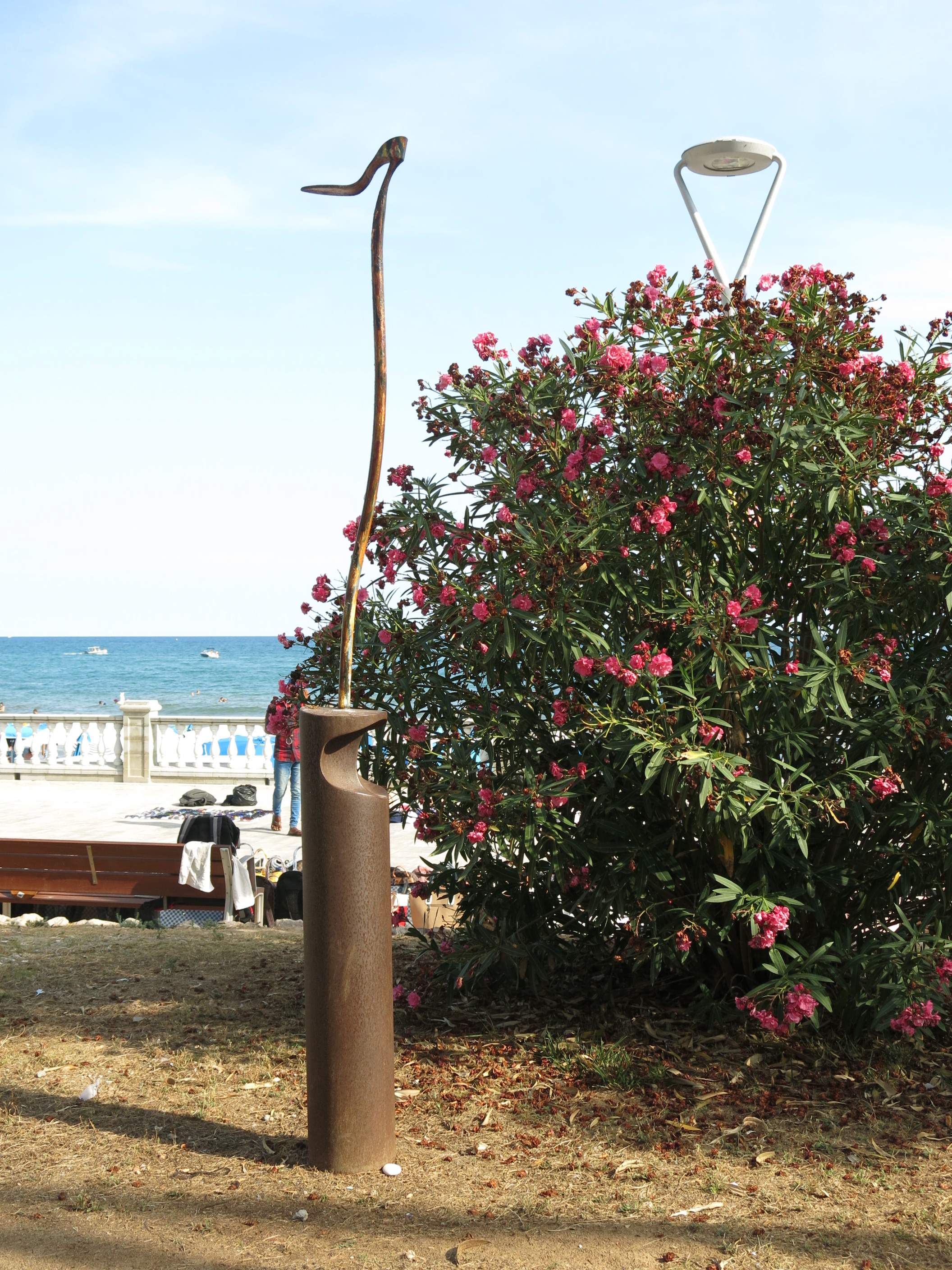
Homenatge a la indústria sabatera (Sitges)

La recerca d'una veu pròpia en el món de l'art i, alhora, el fet de mantenir-se fidel als seus principis, als seus gustos i a la defensa continuada de la seva llibertat artística sustentada en l'esforç autodidacte, va fer que Budesca s'endinsés i experimentés en tota mena de tècniques i propostes. Durant els anys setanta i vuitanta va practicar també el disseny gràfic, la publicitat, el cartellisme i la il·lustració. A les pàgines del Diari de Vilanova n'hi ha testimonis.
Com a dissenyador, ha dissenyat cartells de la Xatonada Popular, de les Festes de sant Antoni Abat, de la Diada de Bàsquet de 1985 i de la Festa Major de Vilanova i la Geltrú. També ha dissenyat la vaixella del restaurant La Cucanya, etiquetes d'ampolles de vi, etc.
El 1982 va publicar el llibre Cent indrets de Vilanova i la Geltrú, amb dibuixos seus i textos d'Oriol Pi de Cabanyes, Joan Callejón, Xavier García i Albert Virella i Bloda.
L'any següent Budesca feu una exposició dedicada als jardins i cases dels indians de Sitges i Vilanova i la Geltrú presentada per Vinyent Panyella, i se n'edità una col·lecció de cinc cartes postals. El seu nom en aquests moments ja era força conegut pel públic, per les institucions i pel món artístic del Penedès. A fora, la seva obra va anar rebent reconeixement a mesura que se n'anaren programant exposicions, individuals i col·lectives, a la resta de Catalunya, Espanya, França, Suïssa, Portugal, i també als Estats Units i al Canadà.
L'any 1986, Budesca va restaurar les pintures al fresc de la cúpula de la Masia Cabanyes i el 1987, les del Museu Romàntic Can Llopis de Sitges; el 1988 pintà quatre murals al restaurant Peixerot de Vilanova i la Geltrú. L'any següent fou publicat el llibre Montserrat, el sentit íntim d'una muntanya, escrit per Miquel Estradé i amb dibuixos i aquarel·les de Budesca amb els quals va assolir un grau d'excel·lència reconegut arreu.
En aquesta època també amplia el ventall de vehicles d'expressió. Així, fa litografies, tot i que en fa tirades curtes, i escultures. En té una d'instal·lada des de 2007 al passeig de la Ribera de Sitges Arxivat 2013-12-21 a Wayback Machine. dedicada a la indústria del calçat que li fou encarregada per l'Ajuntament de la vila. També va col·laborar amb la concertista i compositora Leonora Milà i Romeu en el disseny dels discs compactes de la seva autoria.
L'any 2004 va guanyà el concurs que convocava la Fundació Cavalcada dels Reis d'Orient d'Igualada per a dissenyar les noves carosses, que al cap d'un any foren estrenades. L'any 2007 va inaugurar La Sala de Vilanova i la Geltrú com a Centre d'Art Contemporani amb la magnífica exposició H2O.
Al llarg de tots aquests anys, com es pot comprovar als capítols de les seves exposicions, Budesca ha anat confegint un llegat artístic de dimensions formidables gràcies a la seva capacitat de treball inesgotable i a la seva brillant creativitat. El seu nom i la seva obra apareixen en diversos diccionaris i llibres especialitzats i, des de 2003, és citat al tom n 27 de la Gran Enciclopèdia Catalana.
(Fragments de “Retrat” de Carles G. Guinda)

## L'obra de Joaquim Budesca en col·leccions públiques i privades
Caja de Ahorros de Valladolid, Fundació d'art Banc de Sabadell (Sabadell), Banc de Bilbao (Girona), Fundació d'art Caixa Penedès (Vilafranca del Penedès), Museu Morera (Lleida), Ajuntament de Vilanova i la Geltrú, Ajuntament de Sitges, Ajuntament d'Espinelves (Girona), Ajuntament de Sant Martí Sarroca, Hotel de Ville d'Estillac (França), Museu Can Framis-Fundació Vila Casas (Barcelona), Consell Comarcal del Garraf, Foment Vilanoví, Fundación Cristobal Gabarrón Arxivat 2013-12-21 a Wayback Machine. (Valladolid), Llegat Francesc Galí (Ajuntament de Palamós), Fundació Museu FC Barcelona (Barcelona), Monestir de Montserrat, Biblioteca Museu Víctor Balaguer (Vilanova i la Geltrú), Castell de Cornellà de Llobregat; Museu de l'Estampació Tèxtil, Ajuntament de Premià; Port de Tarragona.
Ha dissenyat punts de llibre per a: Llibreria La Mulassa (Les quatre estacions), Biblioteca Joan Oliva de Vilanova i la Geltrú (amb poemes de Montserat Lago), 2001, Col·lecció Biblioteca Joan Oliva Biblioteca Can Puig, Sant Pere de Ribes; Biblioteca Manuel de Pedrolo, Sant Pere de Ribes; Biblioteca Josep Pla de les Roquetes de Sant Pere de Ribes, Institut d'Estudis Penedesencs; 150è aniversari Francesc Macià, VI Exposició Filatèlica de Catalunya.

## Activitats artístiques més destacades
- 1972, Premi Nacional Valladolid d'Aquarel·la. Exposicions col·lectives i itinerants a Burgos, Sòria, Pamplona, Barcelona, Almeria, Còrdova, Lleó, Zamora, Santander, Torrelavega, Manlleu i Vic.
- 1976, ARTEXPO 76, Mostra d'art d'Avantguarda, Barcelona.
- 1979, Desè Saló Internacional de Ginebra (Suïssa). Palais des Expositions.

Barcelona vista pels seus artistes. Exposició organitzada pel Reial Cercle Artístic de Barcelona a l'envelat de la plaça de Catalunya de Barcelona.
- 1981, Natalini Galleries (Chicago, EUA) i Montauni (Niça, França).

- 1985, MADRID-ARCO 85, amb Galeria Lleonart.
- 1989, galeria Tempo (Porto, Portugal)
- 1989, galeria Augusto Gomes (Lisbona, Portugal)
- 1990, Quatre mestres de la pintura vilanovina, Biblioteca Museu Víctor Balaguer de Vilanova i la Geltrú.
- 1996, Selecció d'artistes Penedesencs del segle xx, a la sala del Castell dels Santmartí de Sant Martí Sarroca (comissari, Salvador Llorac).
- 1998, Vestint el diable, tres pintors: Ricart, Cardona-Torrandell, Budesca, a la sala Foment Vilanoví, amb motiu del cinquantè aniversari de la recuperació del Ball de Diables de Vilanova i la Geltrú.
- 1999, Centro Cultural de Sitges “L'Escoxador”
- 2000, Antològica Budesca o la subjectivitat de l'art, a l'Edifici Mirar de Sitges (comissària, Isabel Coll), organitzada per l'Institut d'Estudis Penedesencs.
- 2001, ARTEXPO, Barcelona, amb galeria d'ARA d'Igualada. Participació amb la galeria Canals, de Sant Cugat del Vallès, a la Primera Fira DeARTE a Madrid.

- 2002, Galeria Canals, S. Cugat del Vallès.
- 2003, BUDESCA. Identitat Mediterrània. Université de Paris-Sorbonne (Paris IV). ARTE ESTORIL - I Feira de Arte Contemporânea do Estoril. Centro de Congressos do Estoril.
- 2005, presentació de les carrosses de la Cavalcada dels Reis Mags d'Igualada Arxivat 2013-12-24 a Wayback Machine.. Dissenyats per Joaquim Budesca.
- 2008, “H2o” Inaugura “La Sala”
- 2009, ABSTRACCIONS. Joaquim Budesca, Frank Jensen, Waltraud Maczassek. Àgora 3, Galeria d'art; “Anells d'aigua”, Museu de l'Estampació de Premià d'art, Comissari, Josep Mª Cadena.
- 2010, Espai G. D'art, Terrassa: “La memòria de l'aigua”, amb text de Pilar Parcerisas, Castell de Cornellà;
- 2011, “Itineraris d'aigua”, tinglado 4, del Moll de Tarragona; Sala Municipal antic espai Convents dels Trinitaris, organitzat per l'Ajuntament de Vilafranca del Penedès.
- 2013, “Budesca en Blanc i Negre”, Galeria Àmbit. III Festa de la Cultura Penedesenca, rep el Reconeixement amb el Premi “Santiago Rusiñol de les Arts” per la gran i diversa obra artística, especialment la pictòrica, que ha trasmès la llum del Penedès, i per la seva implicació en els elements de la Cultura Popular i Tradicional i la seva participació activa en el món cultural Penedesenc. “El mar abans verd, ara blau”, “La Sala” comissari, Manuel Claver Roso (el mar vist per cinc artistes). Biblioteca Armand Cardona Torrandell, “Còmics de Joaquim Budesca del 1953 al 1970”

## Llibres il·lustrats per Joaquim Budesca
- "Per inflar veles i desvetllar sons"; diferents autors. El Cep i la Nansa, 1980.
- "Subirats"; "Font-Rubí"; "Olesa de Bonesvalls", i "Castellví de la Marca", escrits per Salvador Llorac. Patrocinats pels ajuntament de les quatre viles.
- "Tres anys de poesia marinera", de diferents autors. Patrocinats per l'Institut de la Setmana del Mar de Vilanova i la Geltrú. Volums del 1988, 1991, 1993, i 2000.
- "Cent Indrets de Vilanova i la Geltrú", amb textos d'Oriol Pi de Cabanyes, Joan Callejón, Xavier García i Albert Virella-Bloda.
- "Montserrat, el sentit íntim d'una muntanya", a Publicacions de l'Abadia de Montserrat, col·lecció "Abat Oliva", amb pròleg de Josep Maria Cadena i text de Miquel Estradé.
- "El Garraf exaltació plàstica". Patrocinat pel Consell Comarcal del Garraf, amb pròleg de Josep Maria Ràfols i text de Joan Tutusaus.
- "Premis de Poesia Sant Jordi" (1999) de diferents autors. Institut d'Estudis Penedesencs.
- "El cantor sense llengua" (2000). Poemes de Teresa Costa-Gramunt. Institut d'Estudis Penedesencs.
- "L'altra cara de les matemàtiques" (2000). Escrit pel catedràtic en Ciències Exactes Joan Gómez i Urgellès Arxivat 2013-12-20 a Wayback Machine.. Llibre guardonat amb el premi Joan Profitós. El Cep i la Nansa.
- "Programa Fires de novembre Arxivat 2013-12-13 a Wayback Machine.", 1972.
- "Programa XIII Setmana del Mar", 1993; 1999 i 2001.
- "Quadern La nostra Mar", publicació del Museu del Mar, 1987; 1988; i 2008.
- "Programa, Festes de Sant Antoni Abat", 1984.
- "Programa IX Jornades de Cant Coral", Orfeó Vilanoví, 1996.
- "20 Torneig Internacional d'Hoquei Base"